# Phineas és Ferb, a film: Candace az Univerzum ellen
A Phineas és Ferb, a film: Candace az Univerzum ellen (eredeti cím: Phineas and Ferb the Movie: Candace Against the Universe) 2020-ban bemutatott amerikai 2D-s számítógépes animációs kalandfilm, amelyet Bob Bowen rendezett. A Phineas és Ferb című sorozat második egész estés filmje.
Amerikában  2020. augusztus 28-án, míg Magyarországon 2022. június 14-én a Disney+ mutatta be. A Disney Channel 2023. szeptember 9-én mutatta be.

## Cselekmény
Egy újabb nap mikor Candace lebuktathatja testvéreit Phineast és Ferböt. A lány találkozik Vanessaval és miközben a gondjait panaszolja, felszippantja egy cső őket. Phineas és Ferb szemtanúi lesznek az esetnek és látják a űrgép matricájából, hogy a Feebla-Oot bolygóról származik. Isabella, Baljeet és Buford segítségével portált csinálnak a bolygóra. A portál Doofenshmirtz laborjába vezeti őket, aki szintúgy egy portált csinált, hogy megmentse a lányát. Amikor belátják, hogy portál segítségével nem tudnak eljutni a bolygóra, Doofenshmirtz űrhajójával mennek el a Feebla-Oot-ra. Mindeközben Kerry követi őket.
Candace és Vanessa felfedezik az űrhajót és a kijáratot keresik. Vanessanak sikerül megszökni, de Candacet elkapják. Végül mindketten a Feebla-Oot bolygóra kerülnek. Candacet elviszik a vezetőjükhöz a Szuper szuper nagy doktorhoz. A Nagy doktor együttérez a lánnyal, mivel neki is van kettő öccse. Kiderül, hogy azért rabolták el mivel a lány termel egyfajta "Remarkaloniumot".
Phineasék a bolygóra érkeznek. Megtalálják Candacet és ajándékot adnak neki, de a lány nem fogadja el. A nagy doktor bebörtönzi Phineasékat, de Kerry megmenti őket. Közben kiderül, hogy a Remarkalonium csak szén-dioxidot jelent. Candace véletlenül elárulja, hogy a Földön mindenki szén-dioxidot termel, ezért a nagy doktor elindul a Föld felé elfoglalni. Phineasék Candaceszel együtt visszaindulnak. Kivéve Doofenshmirtz, aki rájön, hogy a lánya még mindig a bolygón van.
Phineasék még időben visszatérnek a Földre. Isabella, Baljeet és Buford elkezdenek harcolni a nagy doktor és a csapatai ellen. Közben Phineas és Ferb egy bögrét adnak Candacenek, amin a nyár eddigi emlékei szerepelnek rajta. A csapat Doofenshmirtz-ékkel kiegészülve megmenti a földet.

## Szereplők
| Szereplő                                        | Eredeti hang         | Magyar hang                          |
| ----------------------------------------------- | -------------------- | ------------------------------------ |
| Phineas Flynn                                   | Vincent Martella     | Penke Bence Sánta László (ének)      |
| Candace Flynn                                   | Ashley Tisdale       | Pupos Tímea Nádorfi Krisztina (ének) |
| Ferb Fletcher                                   | David Errigo Jr.     | Timon Barnabás                       |
| Kacsacsőrű Kerry                                | Dee Bradley Baker    | Zöld Csaba                           |
| Mama                                            | Dee Bradley Baker    | Sági Tímea                           |
| Ernox                                           | Sarah Hudson         | Sági Tímea                           |
| Dr. Heinz Doofenshmirtz                         | Dan Povenmire        | Háda János                           |
| Monogram őrnagy                                 | Jeff "Swampy" Marsh  | Bácskai János                        |
| Isabella Garcia Shapiro                         | Alyson Stoner        | Kántor Kitty Csuha Bori (ének)       |
| Linda Flynn-Fletcher                            | Caroline Rhea        | Kiss Erika                           |
| Lawrence Fletcher                               | Richard O'Brien      | Megyeri János                        |
| Baljeet Patel                                   | Maulik Pancholy      | Csík Csaba                           |
| Buford van Stomm                                | Bobby Gaylor         | Láng Balázs                          |
| Karl                                            | Tyler Alexander Mann | Renácz Zoltán                        |
| Jeremy Johnson                                  | Mitchel Musso        | Moser Károly                         |
| Stacy Hirano                                    | Kelly Hu             | Dögei Éva                            |
| Norm                                            | John Viener          | Joó Gábor                            |
| Vanessa Doofenshmirtz                           | Olivia Olson         | Staub Viktória                       |
| Roger Doofenshmirtz                             | John O'Hurley        | Orbán Gábor                          |
| Szuper szuper nagy doktor                       | Ali Wong             | Sallai Nóra                          |
| Tűzőgép                                         | Wayne Brady          | Petridisz Hrisztosz                  |
| Garnoz                                          | Thomas Middleditch   | Kassai Károly                        |
| Braxington-ton                                  | Brock Powell         | Kis Horváth Zoltán                   |
| Hermellivue                                     | Bill Farmer          | Galbenisz Tomasz                     |
| toalettvirág                                    | Bob Bowen            | Forgács Gábor                        |
| Farmer                                          | Corey Burton         | Csuha Lajos                          |
| Farmer felesége                                 | Jennifer Hughes      | Csonka Anikó                         |
| Meeks Servant                                   | Emo Philips          | Sörös Miklós                         |
| Az a hang, amit a felrobbanó felső testünk kiad | Tiffany Haddish      | Sipos Eszter Anna                    |

### Magyar változat
- Magyar szöveg: Varga Mariann
- Magyar dalszöveg: Nádasi Veronika
- Hangmérnök: Böhm Gergely
- Vágó: Kránitz Bence
- Gyártásvezető: Újréti Zsuzsa
- Zenei rendező: Posta Victor
- Szinkronrendező: Csere Ágnes
- Produkciós vezető: Máhr Rita

A szinkront az SDI Media Hungary készítette.

## Gyártás

### Fejlesztés
A Disney+ streaming szolgáltatás fejlesztése során a Disney megkereste a Phineas és Ferb alkotóit, hogy dolgozzanak ki egy új filmet. Kezdetben nem voltak biztosak, hogy kéne egy újabb film, mivel úgy gondolták, hogy mindent elmesélték a karakterekkel, de rájöttek, hogy a rajongók hiányolják Phineas-éket. Az írók több ötlettel álltak elő, de mindegyiket elvetették, mert már a sorozatban elmesélték ezeket. Végül előálltak a végleges ötlettel.
2019. április 11-én bejelentették, hogy akkor még Phineas és a Ferb film címmel új film jelenik meg a Disney+-on. A filmet a Disney Television Animation készíti, míg Dan és Jeff vezető producerek lesznek. A film végleges címe Phineas és Ferb the Movie: Candace Against the Universe lett, amit 2019. augusztus 23-án lepleztek le a D23 Expo során. 2020. március 27-én a Disney Television Animation ideiglenesen bezárt a Covid19-pandémia miatt, de a film gyártása otthonról folytatódtak. 2020. július 1-jén megerősítették, hogy a filmet Bob Bowen rendezi.

### Szereposztás
A film bejelentése után kiderült, hogy a sorozat után visszatérnek a megszokott hangok, kivéve Ferb hangja, aki Milo Murphy törvénye után újból David Errigo Jr. fogja eljátszani. 2020. július 2-án Ali Wong, Wayne Brady, Diedrich Bader és Thomas Middleditch csatlakoztak, augusztus 20-án Bill Farmer és Tiffany Haddish csatlakoztak, augusztus 24-én pedig Thomas Sanders csatlakozott a stábhou. Eredetileg “Weird Al” Yankovic Milo Murphy szerepéhez szánták, de ezt a részt kivágták a filmből. Hasonlóan Jack McBrayera-hez, aki Irving hangját adta volna.
A koronavírus-járvány miatt, sok színész otthon szinkronizálta a karaktereket.
2020. június 14-én bejelentették, hogy az összes színésznek sikerült felvenni a hangját.